# Erich Srbek
Erich Srbek (4 de juny de 1908 - 24 de febrer de 1973) fou un futbolista txecoslovac. Va formar part de l'equip txecoslovac a la Copa del Món de 1934.